# Louis Marie De Schryver
Pour les articles homonymes, voir Schryver.
Louis Marie De Schryver, né le 12 octobre 1862 à Paris, où il est mort le 9 décembre 1942, est un peintre français.

## Biographie
Marie Louis De Schryver est le fils de César Louis De Schryver, journaliste, et Eugénie Alphonsine Elisabeth Douix, professeur de piano.
Dès l’âge de 13 ans, il expose au Salon de l’Académie des beaux-arts.
Il prend ensuite pour maître le peintre Philippe Rousseau.
Lors de l’Exposition universelle de 1879, il obtient une médaille de bronze.
En 1886, il ouvre son atelier à Paris, rue Pergolèse puis devient membre de la Société des artistes français.
Il obtient une médaille de 3e classe en 1890.
À partir de 1891, il travaille auprès de Gabriel Ferrier.
Après avoir obtenu une médaille d’or lors de Exposition universelle de 1900, il s'installe à Neuilly-sur-Seine.
Au décès de sa mère (1828-1912), il habite la rue Parmentier, logeant sa sœur ainée Marie Louise Elisa.
Veuf de Marie Angèle Loyant, il épouse en 1915, en secondes noces, Johanna Feldmuller à Neuilly-sur-Seine.
Il meurt à son domicile de la rue Stanislas-Meunier le 9 décembre 1942.

## Galerie

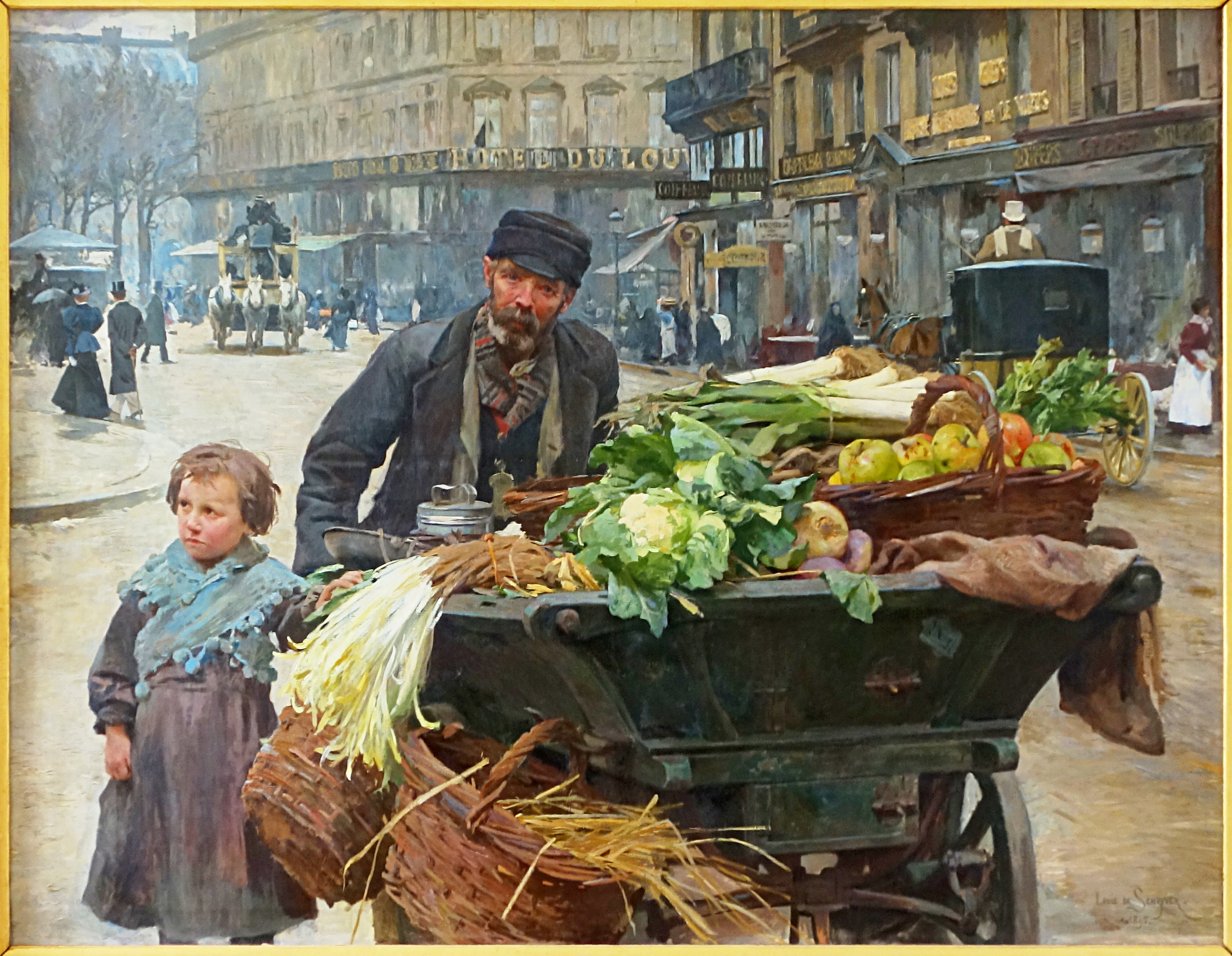
Le Marchand de quatre saisons (1895), huile sur toile, Cambrai, musée des Beaux-Arts
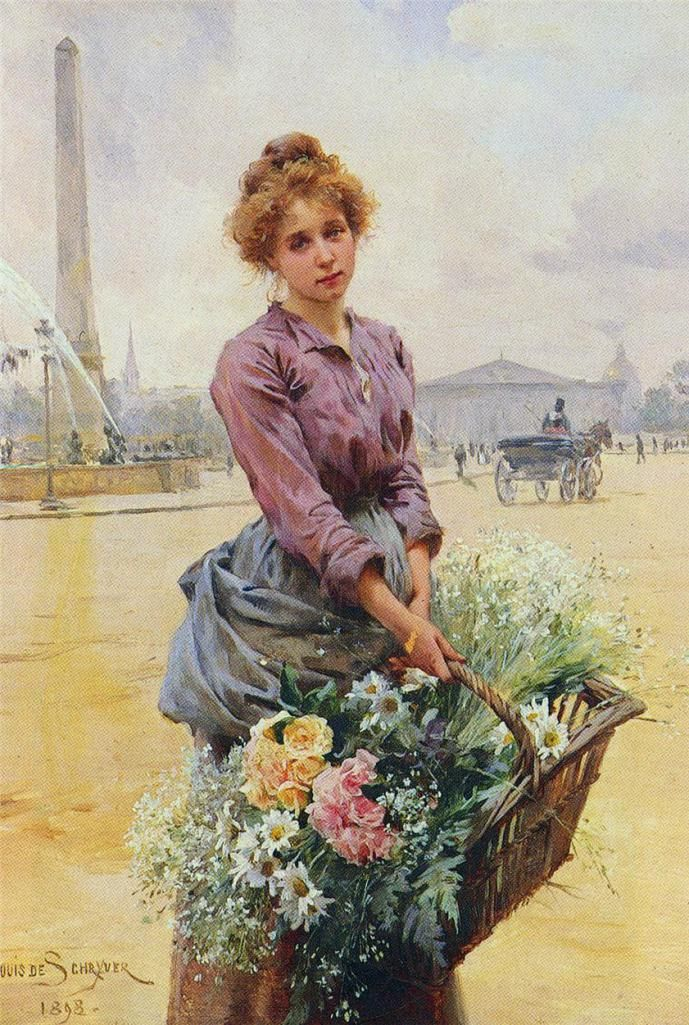
La marchande des fleurs, place de la Concorde (1898), huile sur toile